# Coming Home (canción de Diddy-Dirty Money)
«Coming Home» —en español: «Regreso a casa»— es una canción del rapero y productor Diddy junto a su proyecto musical Dirty Money, incluido en su álbum debut Last Train to Paris. Fue lanzado como cuarto sencillo el 21 de noviembre de 2010. Cuenta con la producción de Alex da Kid y Jay-Z en la coproducción, y colabora en las voces, la cantante estadounidense Skylar Grey y Cassie en los coros. Es una composición autobiográfica de Diddy, en referencia a momentos vividos junto a su gran amigo Notorious B.I.G.. La canción también fue versionada por el elenco de la popular serie de televisión de Nickelodeon iCarly, que se puede escuchar la banda sonora de la segunda serie, además de ser utilizada como tema oficial del Pago Por Evento de la WWE, Wrestlemania 29 en abril de 2013 y para anunciar el regreso de LeBron James a los Cleveland Cavaliers. La canción fue usada en el video homenaje al fallecido actor Paul Walker. 

## Composición
En la letra, hace referencia a tres clásicos del soul, dos de los cuales Diddy dice odiar escucharlas (“A House Is Not a Home” (Una casa no es un hogar) es una canción de la cantante de soul Dionne Warwick grabada en 1964, y “The Tears of a Clown” (Las Lágrimas de un Payaso) una canción original de Smokey Robinson and The Miracles para el sello Tamla (Motown), editado en 1967.) y una que adora escuchar (“Ain't No Stoppin' Us Now”, una canción de música disco del dúo McFadden & Whitehead editado de 1979.) imprimiéndole así, una estructura lírica fuerte a la canción.

## Video musical
El clip fue dirigido por Rich Lee y fue estrenado en todo el mundo a través de E! Online el 29 de noviembre de 2010. Fue filmado en su totalidad en el desierto de Mojave, en las afueras de Palm Springs, California. Muestra a un helicóptero arribando al desierto, en él se encontraba Diddy para perderse en el desierto, y caminar junto al resto de la banda, en medio de los escombros de lo que fue una vida lujuriosa. Al finalizar el video retorna el helicóptero, para devolverlos a su hogar. 

## Lista de canciones
| Sencillo digital |                              |          |  |
| N.º              | Título                       | Duración |  |
| 1.               | «Coming Home»                | 3:59     |  |
| 2.               | «Coming Home» (Instrumental) | 3:57     |  |

| UK CD single |                               |          |  |
| N.º          | Título                        | Duración |  |
| 1.           | «Coming Home» (Album Version) | 4:02     |  |
| 2.           | «Coming Home» (Clean Version) | 3:59     |  |

| Germany CD Single |                                                 |          |  |
| N.º               | Título                                          | Duración |  |
| 1.                | «Coming Home» (Album Version)                   | 4:00     |  |
| 2.                | «Hello Good Morning (con T.I.)» (Album Version) | 4:32     |  |

| Descarga digital Coming Home (Dirty South Remix) |                                   |          |  |
| N.º                                              | Título                            | Duración |  |
| 1.                                               | «Coming Home» (Dirty South Remix) | 6:58     |  |
| 2.                                               | «Coming Home» (Dirty South Radio) | 4:00     |  |

## Posicionamiento en listas y certificaciones
| Listas (2010–2011)                           | Mejor posición |
| -------------------------------------------- | -------------- |
| Alemania (Offizielle Deutsche Charts)        | 4              |
| Australia (ARIA)                             | 4              |
| Australia (ARIA Urban Singles)               | 2              |
| Austria (Ö3 Austria Top 40)                  | 8              |
| Bélgica (Flandes) (Ultratop 50)              | 17             |
| Bélgica (Valonia) (Ultratop 50)              | 27             |
| Canadá (Canadian Hot 100)                    | 7              |
| República Checa (Rádio Top 100)              | 26             |
| Escocia (Scottish Singles Sales Chart)       | 3              |
| Eslovaquia (Rádio Top 100)                   | 17             |
| Estados Unidos (Billboard Hot 100)           | 11             |
| Estados Unidos Pop Songs (Billboard)         | 9              |
| Estados Unidos R&B/Hip-Hop Songs (Billboard) | 83             |
| Estados Unidos Rap Songs (Billboard)         | 21             |
| Francia (SNEP)                               | 8              |
| Irlanda (IRMA)                               | 3              |
| Noruega (VG-lista)                           | 13             |
| Nueva Zelanda (Recorded Music NZ)            | 5              |
| Países Bajos (Mega Single Top 100)           | 14             |
| Polonia (ZPAV)                               | 3              |
| Reino Unido (UK R&B Chart)                   | 1              |
| Reino Unido (UK Singles Chart)               | 4              |
| Suecia (Sverigetopplistan)                   | 26             |
| Suiza (Schweizer Hitparade)                  | 1              |

| País           | Proveedor | Certificación | Ventas    |
| -------------- | --------- | ------------- | --------- |
| Australia      | ARIA      | 3× Platino    | 210.000   |
| Estados Unidos | RIAA      | 2× Platino    | 2.000.000 |
| Suiza          | IFPI      | Oro           | 15.000    |